# Skupina Křižovatka
Tvůrčí skupina Křižovatka byla založena na podzim 1963 v Praze.

## Program
Její členové hledali konfrontací odlišných výtvarných projevů, otevřenost světu moderní civilizace a vlivům světového umění. Hlásili se k dynamice moderní doby, technickým vynálezům a jejich formálnímu tvarosloví, ke světu, který nazývali „novou přírodou“, stvořenou přičiněním lidské vynalézavosti.
Skupina vyhlašovala, že chce „čelit převaze romantického sentimentu a přemíře subjektivity, jako obraz k objektivním tendencím opřeným o důsledné principy konstruktivního pořádku, proporce a čísla.“

## Členové
- Vladimír Burda (29.5.1934 – 23.10.1970)
- Richard Fremund (9.4.1928 – 21.5.1969)
- Josef Hlaváček (13.5.1934 – 1.10.2008)
- Jiří Kolář (24.9.1914 – 11.8.2002)
- Běla Kolářová (24.3.1923 – 12.4.2010)
- Karel Malich (18.10.1924 – 24.10.2019)
- Pavla Mautnerová (* 17.9.1919)
- Vladislav Mirvald (3.8.1921 – 19.4.2003)
- Jiří Padrta (29.4.1929 – 24.4.1978)
- Otakar Slavík (18.12.1931 – 3.11.2010)
- Zdeněk Sýkora (3.2.1920 – 12.7.2011)

Sporní členové
- Vladimír Fuka (1926 Písek – 1977 Rhinebeck, New York, USA)
- Ladislav Novák (4.8.1925 – 28.7.1999)

## Výstavy
V březnu 1964 pořádala Křižovatka první společnou výstavu ve Špálově galerii v Praze, s díly osmi jejich osobností – Vladimíra Burdy, Richarda Fremunda, Jiřího Koláře, Běly Kolářové, Karla Malicha, Pavly Mautnerové, Vladislava Mirvalda a Zdeňka Sýkory.
V roce 1968 následovala výstava „Nová citlivost“ skupiny Křižovatka a jejích 29 hostů v galerii Mánes. Výstava zcela podle programu skupiny demonstrovala „novou citlivost", vůči „novému řádu“, rozchod s organickou přírodou a nástup „nové přírody“ – technické civilizace. Této výstavy se zúčastnili také Václav Boštík (6. 11. 1913 – 7. 5. 2005), Hugo Demartini (11. 7. 1931 – 14. 9. 2010), Radoslav Kratina (2. 12. 1928 – 10. 9. 1999), Jan Kubíček (*30. 12. 1927), Otakar Slavík (18. 12. 1931 – 6. 11. 2010), Josef Honys (10.11.1919 - 24.6.1969).